# Železniční trať Mladá Boleslav – Mělník
Železniční trať Mladá Boleslav – Mělník (v jízdním řádu pro cestující označená číslem 076) je jednokolejná regionální dráha, skládající se ze tří historicky postupně vzniklých úseků. Prochází jedním tunelem, k vjezdu do stanice Mladá Boleslav hlavní nádraží je nutné vykonat úvrať.

## Historie

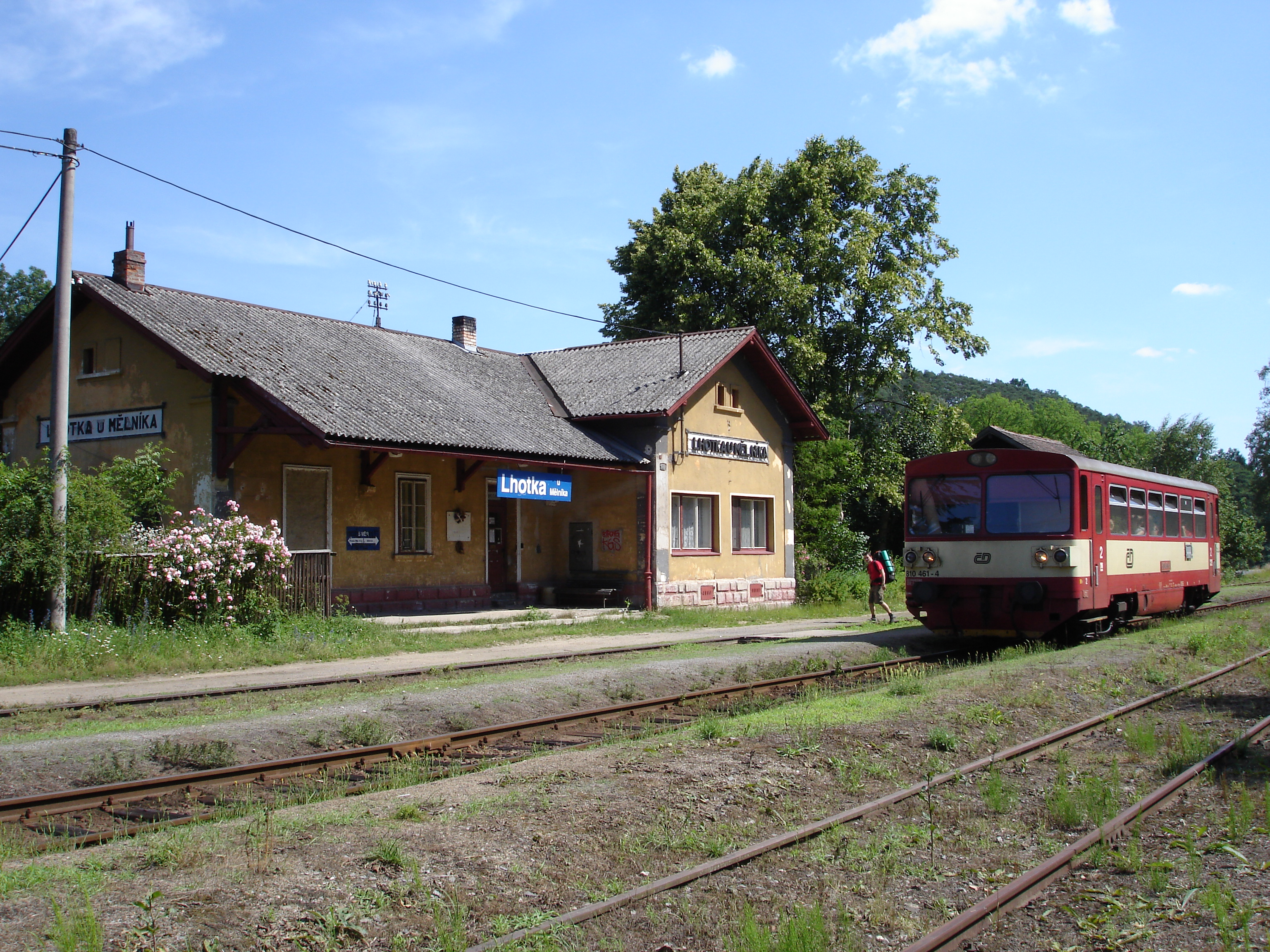
Osobní vlak ve stanici Lhotka u Mělníka (2006)

18. ledna 1896 byla vydána koncese ke stavbě a provozování místní dráhy ze stanice Mělník do Mšena s odbočkou ze Lhotky do Střednice a s vlečkou z Mělníka k Labi. 18. dubna 1896 byla vydána další koncese, a to ke stavbě a provozování navazující dráhy z Mšena přes Skalsko do Dolního Cetna, kde se měla připojit k vlečce z Chotětova do Dolního Cetna. V obou případech se koncesionář závazal, že uvedené dráhy uvede do provozu do jednoho roku od vydání koncese.
Další koncese byla vydána 19. února 1904, v tomto případě byla povolena stavba a provozování železnice ze stanice Sudoměř–Skalsko přes Mladou Boleslav a Dolní Bousov do Staré Paky. Koncesionář musel zahájit provoz do dvou let od získání koncese.

### Zrušená trať
Provoz v úseku Skalsko – Dolní Cetno – Chotětov byl zastaven roku 1970 a roku 1974 byl úsek zrušen; kolejový svršek se dochoval na 1,2 km této odbočky.

### Oprava havarijního stavu
Dne 15. září 2014 zavedly České dráhy v úseku Mělník – Mšeno u všech osobních vlaků náhradní autobusovou dopravu, protože z důvodu špatného stavu trati a zavedení pomalých jízd již nebylo možné dodržet stanovené jízdní doby. Úsek Mšeno – Mladá Boleslav byl přitom v knižním jízdním řádu přičleněn k tabulce 064 a v tabulce 076 zůstal pouze jízdní řád náhradní autobusové dopravy. V období platnosti jízdního řádu 2014–2015 platil výlukový stav „do odvolání“, ve skutečnosti až do konce platnosti jízdního řádu, i když trať byla mezitím opravena. Po obnovení vlakové dopravy v prosinci 2015 zůstalo rozdělení tabulek zachováno až do roku 2022.

## Provoz
V roce 1900 byly podle tehdejšího jízdního řádu v provozu tyto stanice:
Mělník, Vrutice, Jenichov, Lhotka, Nebužely, Živonín, Kanin. Oujezd, Mšeno, Vrátno-Lobeč, Sudoměř, Skalsko
V roce 1905 přibyly tyto další stanice:
Katusice, Líny, Bukovno, Mladá Boleslav-Čejtice, Mladá Boleslav
| období jízdního řádu                                             | číslo tratě a celkový rozsah tratě         | počet vlaků (v části tratě)                                                                                       |
| ---------------------------------------------------------------- | ------------------------------------------ | --- |
| 1900                                                             | 32 Mělník – Mšeno                          | 4 Os Mělník – Lhotka, 3 Os Lhotka – Mšeno                                                                         |
| 1900                                                             | 31 Mšeno – Chotětov                        | 2 Os Mšeno – Skalsko                                                                                              |
| 1921 léto                                                        | 129 Mělník – Stará Paka                    | 3 Os Mělník – Mladá Boleslav                                                                                      |
| 1928/29 zima                                                     | 131 Mělník – Stará Paka                    | 3 N Mělník – Mladá Boleslav                                                                                       |
| 1937/38 zima                                                     | 159 Mělník – Stará Paka                    | 5 Os Mělník – Lhotka, 4 Os Lhotka – Skalsko, 6 Os Skalsko – Mladá Boleslav                                        |
| 1944/45                                                          | 505h Mělník – Mladá Boleslav               | 4 Os Mělník – Mšeno, 3 Os Mšeno – Mladá Boleslav                                                                  |
| 1945/46                                                          | 6g Mělník – Mladá Boleslav                 | 6 Os |
| 1959/60                                                          | 7g Mělník – Mladá Boleslav                 | 6 Os |
| 1988/89                                                          | 076 Mělník – Mladá Boleslav                | 6 Os |
| 2002/03                                                          | 076 Mělník – Mladá Boleslav                | 6 Os Mělník – Mšeno, 7 Os Mšeno – Mladá Boleslav                                                                  |
| 2012/13                                                          | 076 Mělník – Mladá Boleslav                | 6 Os Mělník – Mšeno, 7 Os Mšeno – Mladá Boleslav                                                                  |
| 2015/16                                                          | 076 Mělník – Mšeno; 064 Mšeno – Stará Paka | 3 Os Mělník – Mladá Boleslav, 2Os Mělník – Mšeno, 1 Os Mělník – Lomnice nad Popelkou, 3 Os Mšeno – Mladá Boleslav |
| Vysvětlivky N – nákladní vlak s přepravou osob, Os – osobní vlak |                                            | |

Od října 2017 je trať integrována v PID, bez možnosti označování jednotlivých jízdenek. Od prosince 2021 byl na trati omezen provoz, v pracovní dny byl zachován v omezené míře celoroční, v sobotu a neděli jsou vlaky provozovány pouze v letní sezóně.

## Navazující tratě

### Mladá Boleslav hlavní nádraží
- Železniční trať Mladá Boleslav – Stará Paka
- Železniční trať Praha–Turnov
- Železniční trať Nymburk – Mladá Boleslav

### Skalsko
- zrušená železniční trať Skalsko–Chotětov

### Lhotka u Mělníka
- zrušená železniční trať Lhotka u Mělníka – Střednice

### Mělník
- Železniční trať Lysá nad Labem – Ústí nad Labem

## Stanice a zastávky

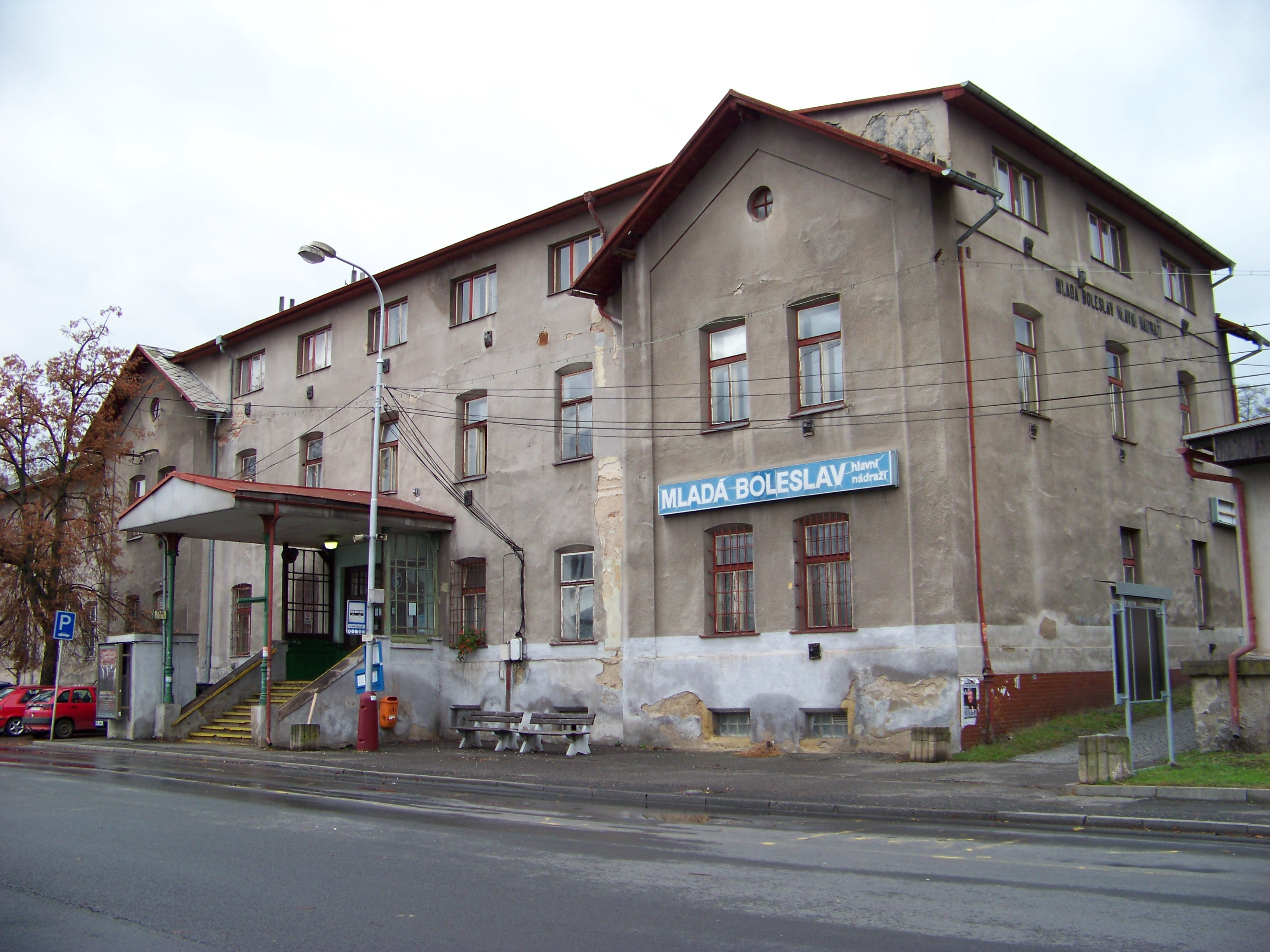
Mladá Boleslav hlavní nádraží
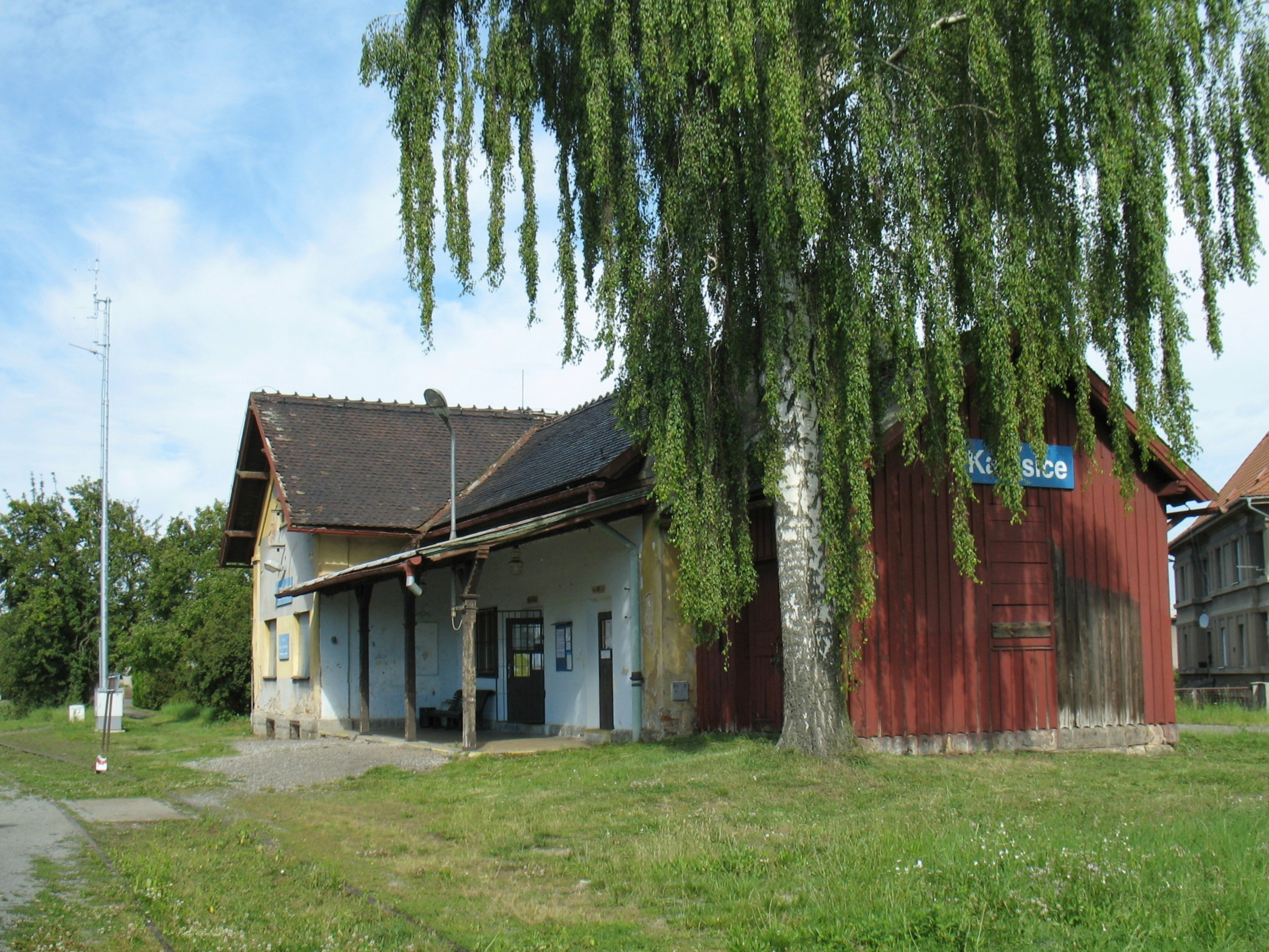
Katusice
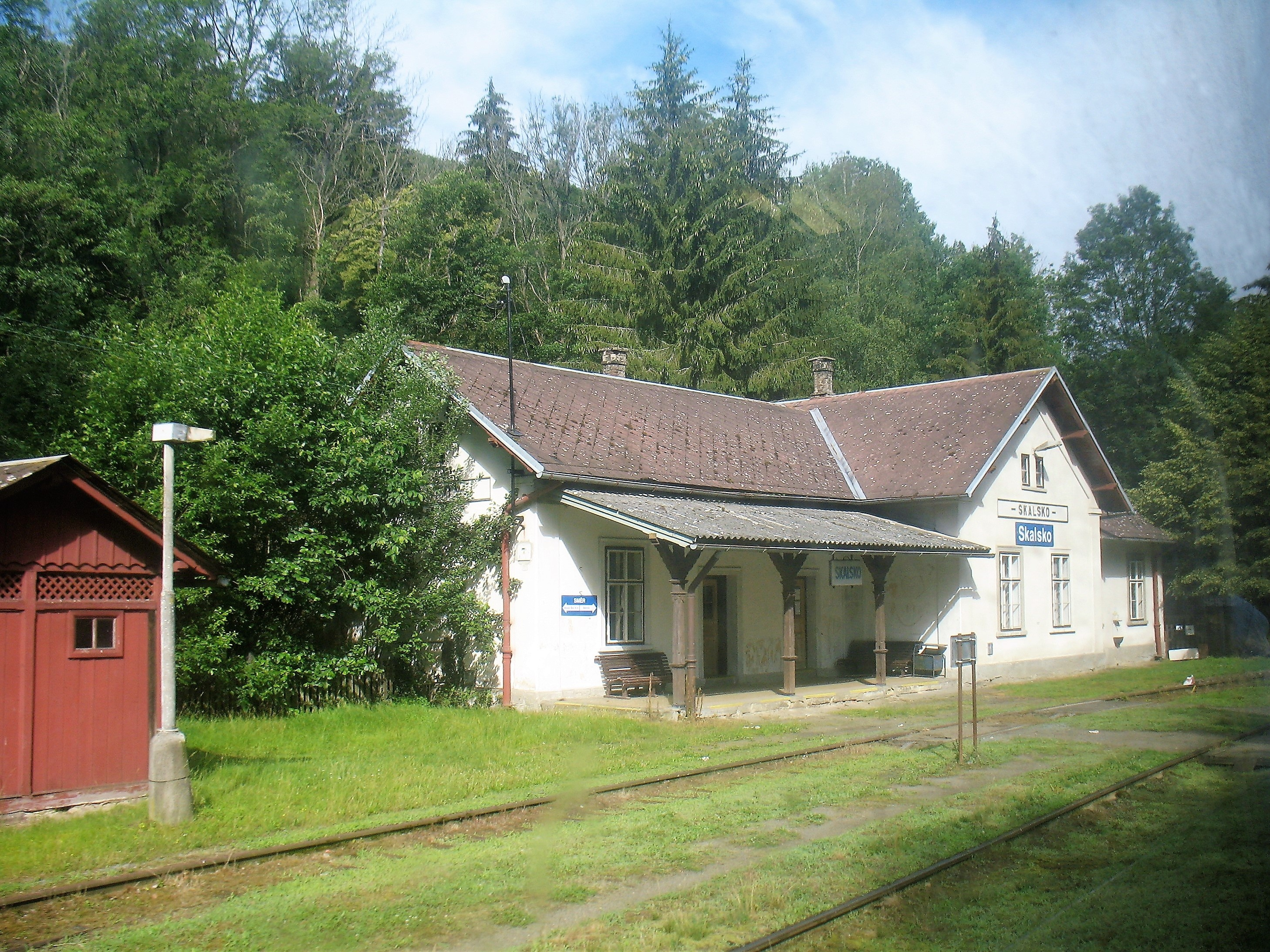
Skalsko
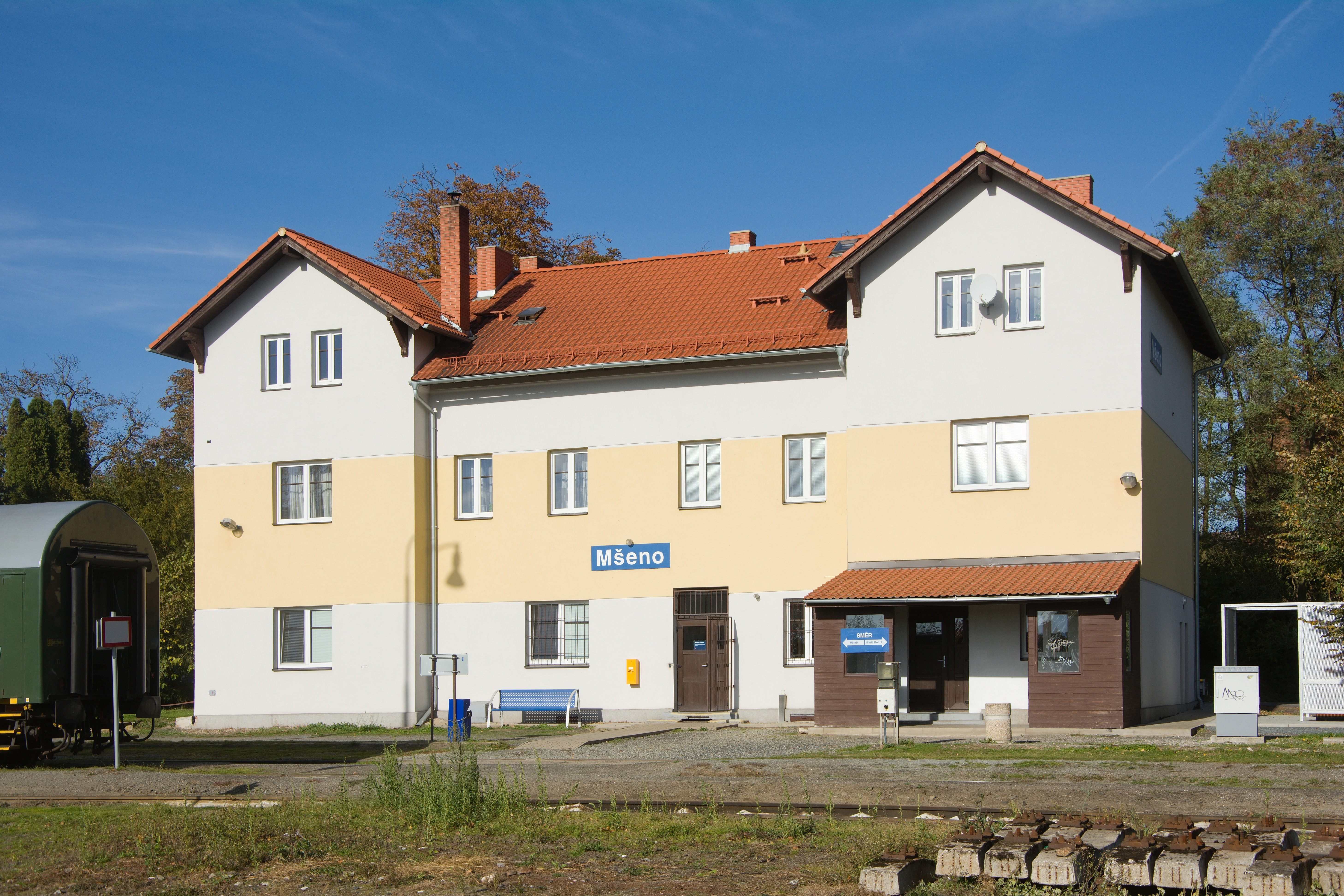
Mšeno
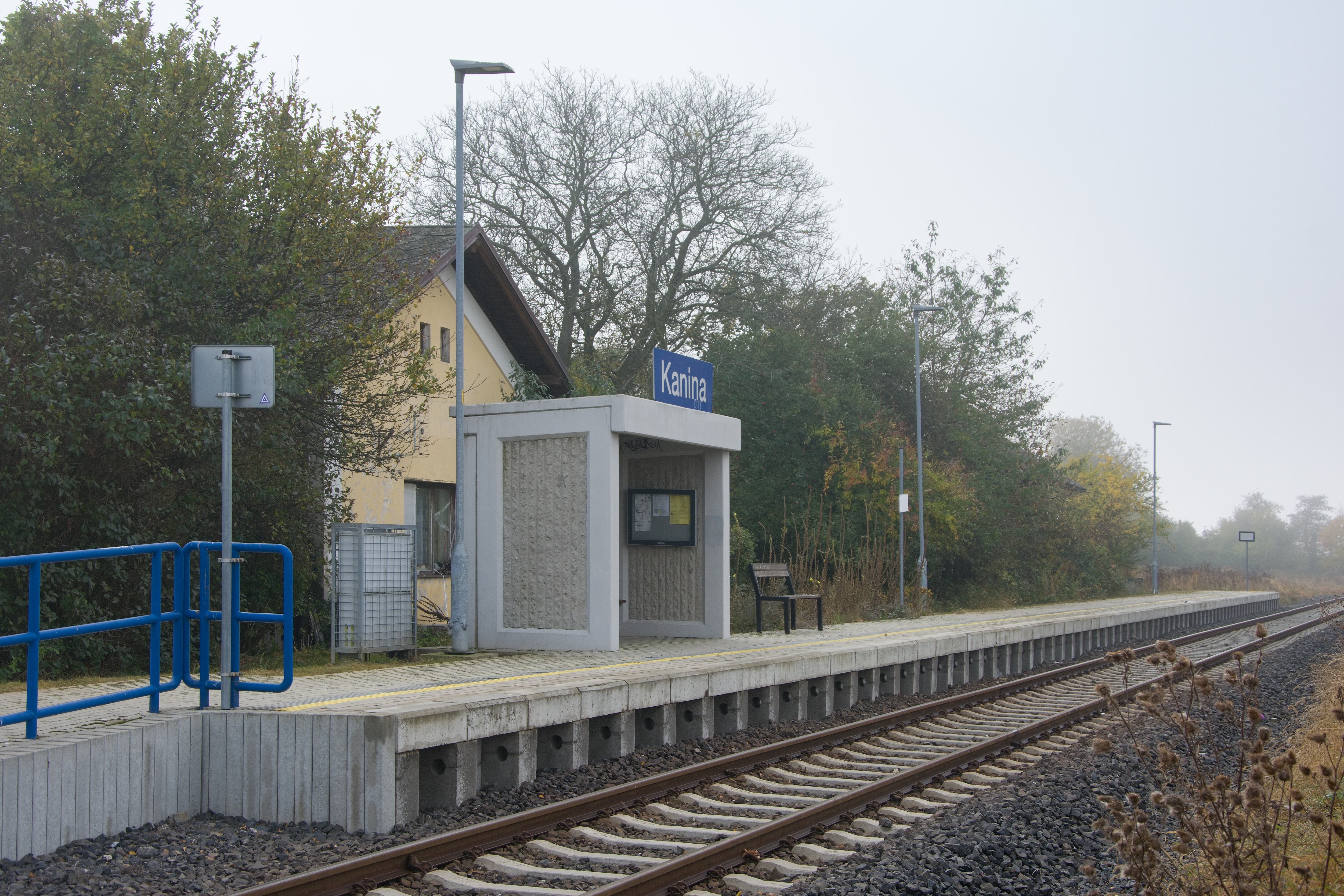
Kanina
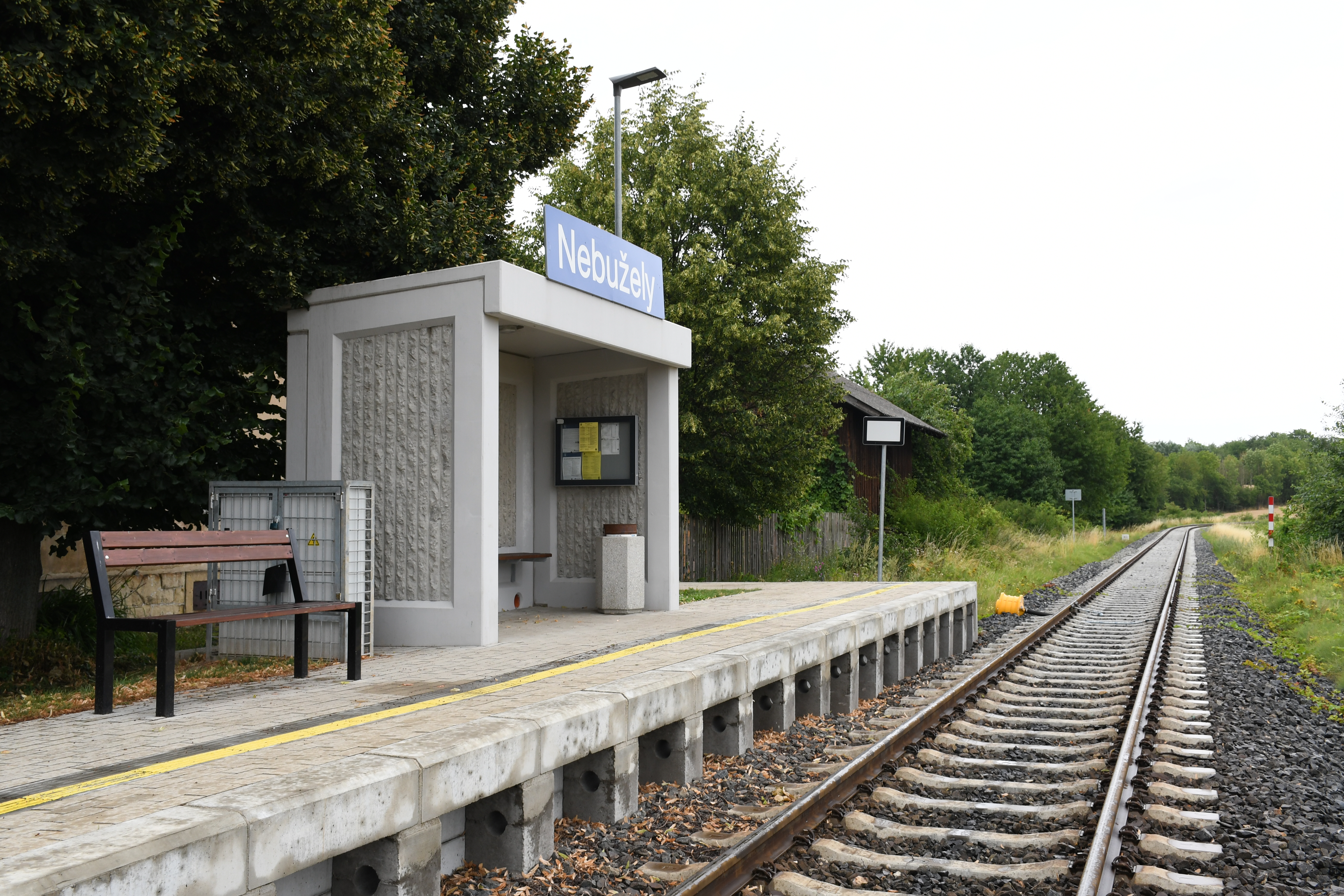
Nebužely
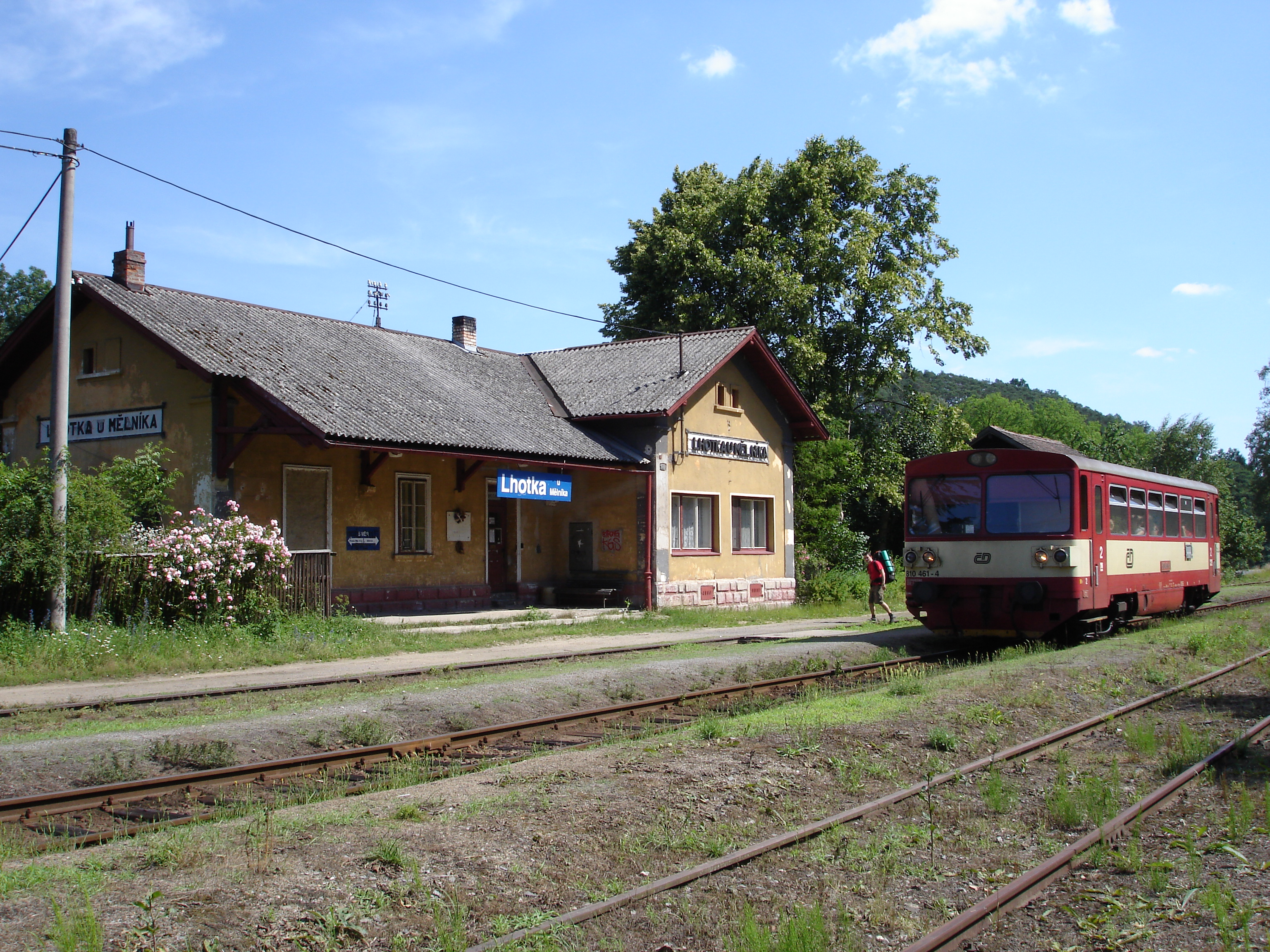
Lhotka u Mělníka
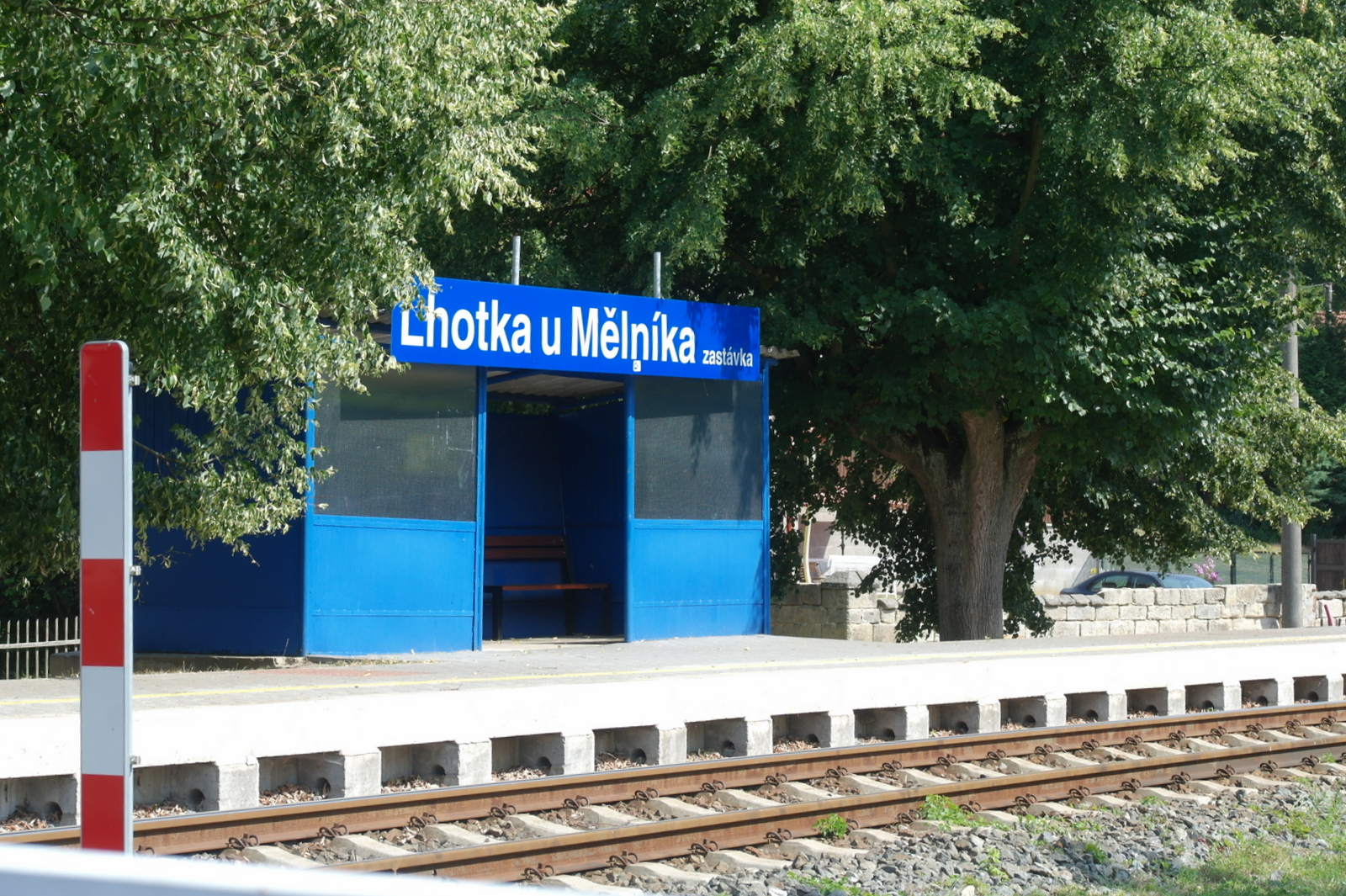
Lhotka u Mělníka zastávka
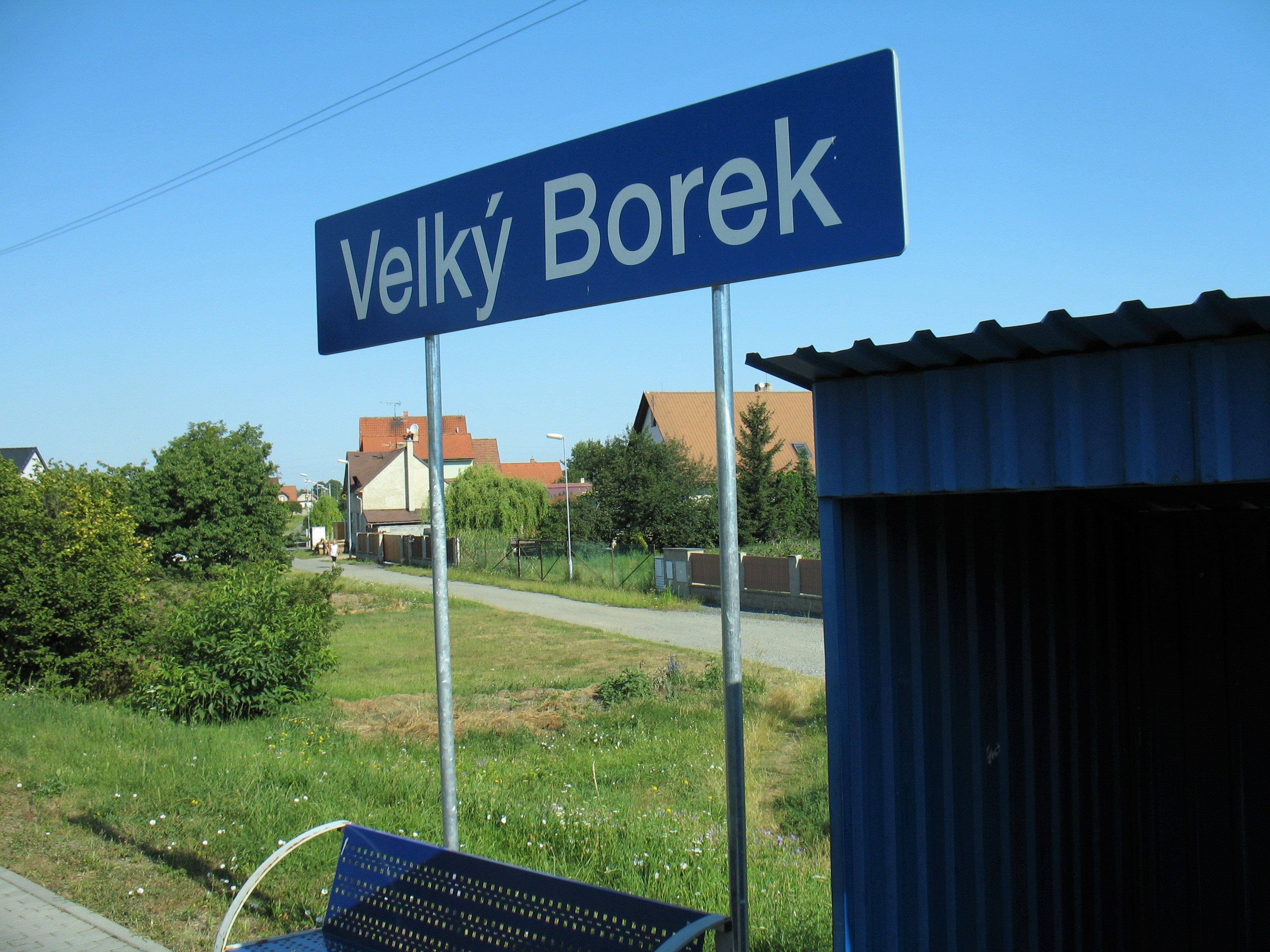
Velký Borek
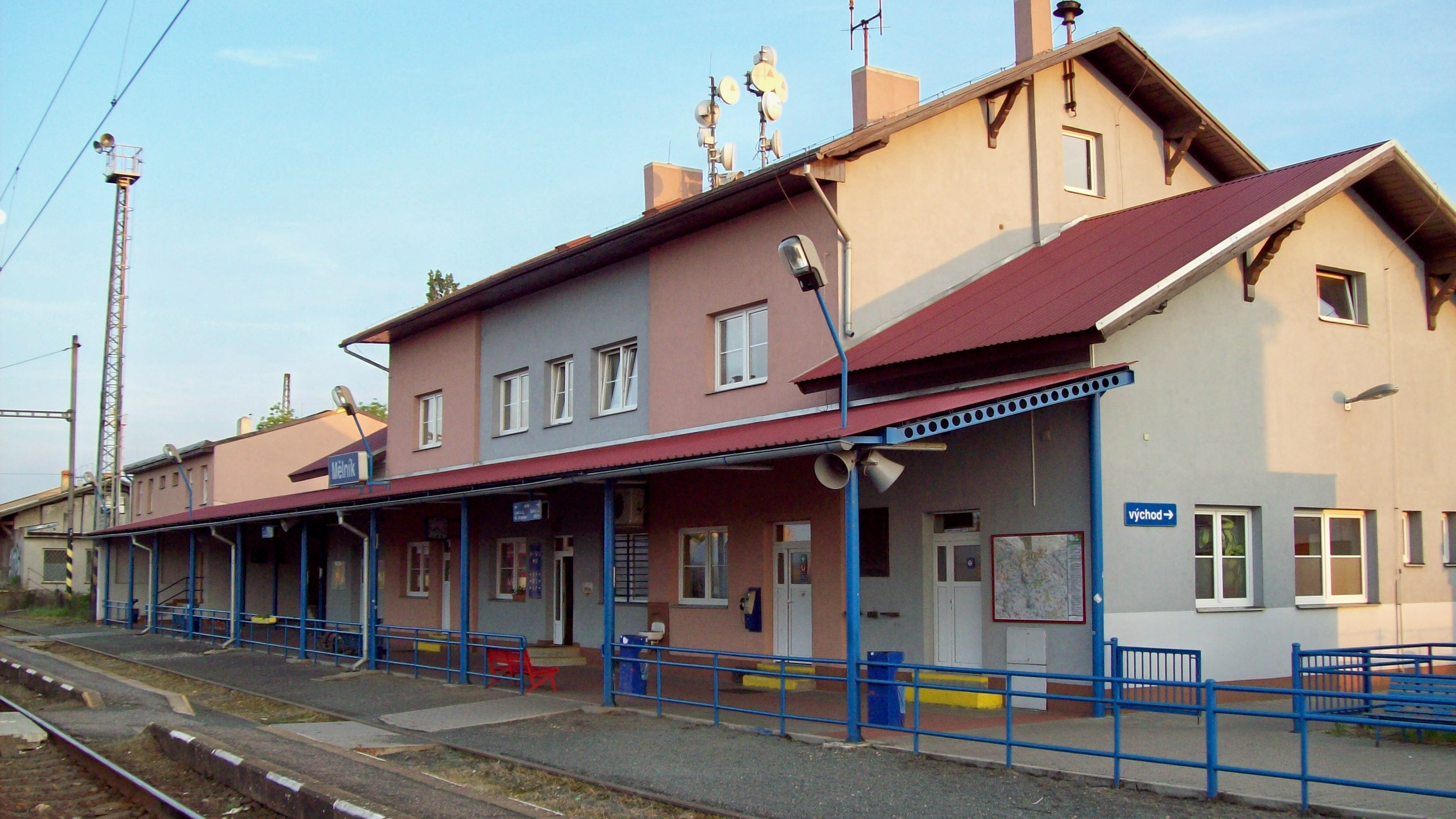
Mělník